# Pilangrejo (Juwangi)
Pilangrejo is een bestuurslaag in het regentschap Boyolali van de provincie Midden-Java, Indonesië. Pilangrejo telt 3874 inwoners (volkstelling 2010).